# Schronisko PTTK „Nad Łomniczką”
Schronisko PTTK „Nad Łomniczką” (niem. Melzergrundbaude) – nieczynny (remontowany) obiekt turystyczny położony w Karkonoszach, na terenie Karkonoskiego Parku Narodowego, w województwie dolnośląskim. Określany przez właściciela – Polskie Towarzystwo Turystyczno-Krajoznawcze – jako górskie schronisko turystyczne. Nie prowadzi jednak noclegów, czyli nie spełnia wymagań przewidzianych dla schronisk, zawartych w rozporządzeniu Ministra Gospodarki i Pracy z dnia 19 sierpnia 2004 r. w sprawie obiektów hotelarskich i innych obiektów, w których są świadczone usługi hotelarskie.

## Charakterystyka
Schronisko leży na wysokości 1002 m n.p.m. w dolnej części Kotła Łomniczki nad brzegiem potoku Łomniczka płynącego u podnóża Śnieżki. Obok przebiega główny szlak turystyczny na Śnieżkę oraz do symbolicznego Cmentarza Ofiar Gór.
Pierwsze schronisko w Kotle Łomniczki wzniesiono w 1901 r., jednak 31 marca 1902 r. całkowicie zniszczyła je lawina gruzowa. Obecne schronisko zbudowano poniżej starego i mieści się w drewnianym budynku wybudowanym na początku XX wieku. W przeciwieństwie do standardowych schronisk nie oferuje noclegów i jest nieco zapomniane z powodu popularności wyciągu na Kopę. Nie posiada dopływu prądu.
Przy schronisku punkt widokowy na Czarną Kopę.

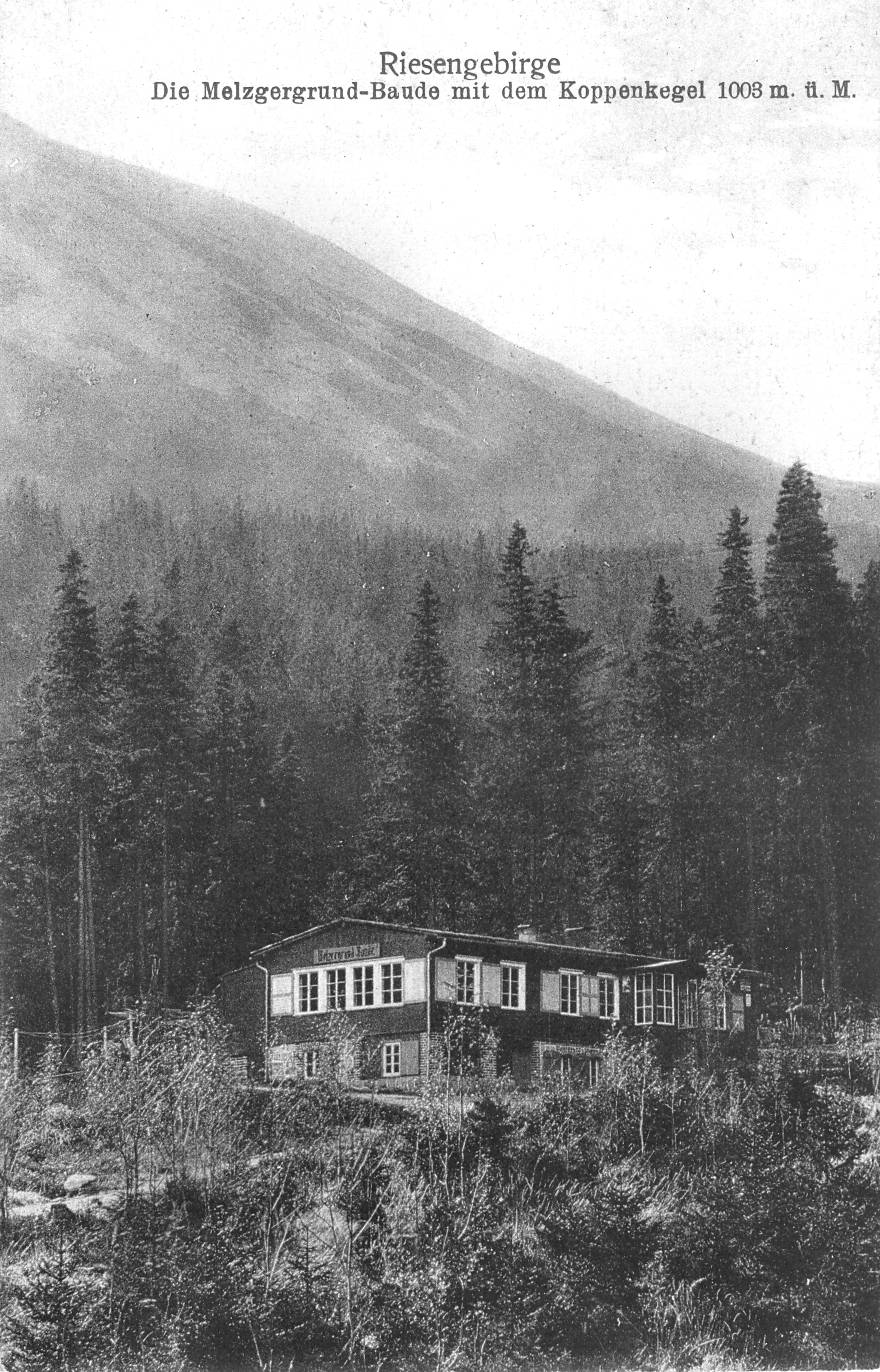
Schronisko „Nad Łomniczką” (Melzgergrund-Baude) na początku XX wieku

W 2016 roku wygasła umowa dzierżawy z dotychczasowymi najemcami, a nowej nigdy nie podpisano. Obiekt coraz bardziej niszczał, był zamykany przez Sanepid z powodów sanitarnych, wystawiano mandaty, których najemcy nie przyjmowali. Ostatecznie we wrześniu 2019 roku komornik w asyście policji dokonał eksmisji dzierżawców. Schronisko zostało zamknięte.
W 2021 rozpoczął się remont generalny schroniska.

## Piesze szlaki turystyczne
- Karpacz Biały Jar – Orlinek – Schronisko PTTK „Nad Łomniczką” – Wodospad Łomniczki – Schronisko Górskie „Dom Śląski”
- Karpacz – Wilcza Poręba – Schronisko PTTK „Nad Łomniczką”